# Revolucija iz '43 (Argentina)
Argentinski državni udar iz 1943. godine, poznat i kao Revolucija iz '43 (španjolski: Revolución del 43), bio je državni udar kojim je 4. lipnja 1943. završila vladavina Ramóna Castilla koji je na tu dužnost izabran prijevarom. Revolucija je označila kraj razdoblja poznata kao Neslavno desetljeće. Vojska se usprotivila guverneru Robustianu Patrónu Costasu, Castillovom odabranom nasljedniku, koji je bio glavni zemljoposjednik u provinciji Salta i glavni dioničar u industriji šećera.
U tom su razdoblju čelnici Argentine bili: Arturo Rawson, Pedro Pablo Ramírez i Edelmiro Farrell. Tada počinju izbijati unutarnji sporovi u Argentini povezani s Drugim svjetskim ratom zbog rastrganosti društva i političara između održavanja neutralnosti i sigurnosti s jedne strane i opskrbljivanja prehrambenim proizvodima i otvorena svrstavanja na stranu saveznika s druge strane. Ramírez je prekinuo odnose sa silama Osovine u siječnju 1944., a Farrel je ušao u rat u ožujku 1945. godine u vrijeme kada je ishod rata već bio odlučen.
S ovom je vladom uspon doživio i pukovnik Juan Domingo Perón, član Grupe ujedinjenih časnika (GOU), koji će postati jedan od najutjecajnijih političara u povijesti Argentine. Perón je radio kao pomoćnik ministra obrane, generala Edelmira Farrela, tijekom Ramírezovog mandata, a zatim kao šef gotovo beznačajna ministarstva rada. Na tom je položaju potvrdio i proveo niz zakona o radu kojima je stekao ugled i visoku popularnost, posebno među radničkom klasom, Savezom socijalista i sindikatima podižući time svoj položaj unutar vojne vlasti. Kada je Farrel naslijedio Ramíreza, Perón je bio određen za potpredsjednika i ministra rata te je zadržao radni portfelj koji je unaprijeđen u ministarstvo. Kao ministar rada i socijalne skrbi, Perón je riješio industrijske sporove u korist sindikata i uveo širok spektar socijalnih davanja za radnike koji su članovi sindikata.
Budući da se suočio s rastućom oporbom u oružanim snagama, Perón je bio prisiljen podnijeti ostavku 9. listopada 1945. i bio je uhićen četiri dana kasnije. Nakon toga nastupili su masovni prosvjedi koje je organizirala Glavna konfederacija rada koji su se izborili za njegovo puštanje na slobodu 17. listopada 1945. godine. Taj je dan peronistički pokret zapamtio kao Dan odanosti.   
Po svojem je oslobađanju Farrel obećao da će podnijeti ostavku i sazvati izbore. Juan Perón postao je predsjednik nakon glatke pobjede na izborima u veljači 1946. godine. 